# Korporal iz Bolsene
Korporal iz Bolsene izhaja iz leta 1263 od evharističnega čudeža v Bolseni v Italiji, ko je posvečena hostija domnevno začela krvaveti na korporal, majhno krpo, na kateri hostija in kelih počivata med kanonsko mašo (latinsko Canon Missæ). Videz krvi je bil viden kot čudež za potrditev rimskokatoliške doktrine o pretvorbi (transubstancijacija), ki pravi, da kruh in vino postaneta Kristusovo telo in kri v trenutku posvetitve med mašo. Danes je korporal iz Bolsene shranjen v bogatem relikviariju v stolnici v Orvietu. Rdečkaste lise na krpi ob natančnem opazovanju kažejo profil obraza, podoben tistemu, ki tradicionalno predstavlja Jezusa Kristusa. Govorilo se je, da se je čudežna krvavitev hostije zgodila v rokah duhovnika, ki je dvomil o pretvorbi. Rimskokatoliška cerkev Čudež iz Bolsene obravnava kot zasebno razodetje, kar pomeni, da katoličanom vanj ni treba verjeti, čeprav to lahko svobodno počnejo.
Papež Urban IV. tega ne omenja v buli, s katero  je uvedel praznik Corpus Christi, čeprav je legenda o čudežu postavljena v njegovem življenju in trdijo, da so ga njegovi privrženci določili njemu z namenom ustanovitve praznika. Sodobni Urbanovi biografi molčijo: Muratori, Rerum Italicarum scriptores, (vol. III, pt. L, 400ff) in Thierricus Vallicoloris, ki v življenju papeža v latinskem verzu podrobno opisuje vse dogodke papeževega obiska v Orvietu, kje drugje se sklicuje tudi na Urbanovo pobožnost pri praznovanju maše in na institucijo praznika Corpus Christi, ne da bi se kadarkoli spomnil na čudež v Bolseni.
Čudež v Bolseni je povezan z napisom na plošči iz rdečega marmorja v cerkvi svete Kristine in je poznejše datacije kot kanonizacija svetega Tomaža Akvinskega (1328). Najstarejši zapis čudeža je v emajlirani upodobitvi, ki krasi sprednji del relikviarija, ki ga je naredil sienski zlatar Ugolino di Vieri v letih 1337-1338.
Leta 1344 je papež Klemen VI., ki se na kratko sklicuje na to zadevo, uporabljal le besede propter miraculum aliquod ('zaradi čudeža') (Pennazzi, 367); papež Gregor XI. v zapisu 25. junija 1337 podaja kratek prikaz čudeža; obilno navajanje nanj najdemo pozneje (1435) v pridigi dominikanskega pridigarja Leonarda Matteija iz Vidma (In festo Corp. Christi, xiv, ed. Benetke, 1652, 59) in Antoninusa iz Firenc (Chronica, III, 19, xiii, 1), vendar slednji ne pravi (kot trdi lokalna legenda), da je duhovnik dvomil o resnični Kristusovi navzočnosti v sveti evharistiji, ampak le, da je nekaj kapljic iz keliha padlo na korporal. Za konec so podobne legende o s krvno obarvanem korporalu precej pogoste v zbirkah legend še prej kot v 14. stoletju in sovpadajo z veliko evharistično polemiko od 9. do 12. stoletja.
Praznik Corpus Christi je eden večjih praznikov mesta Orvieta, med katerim korporal iz Bolsene po mestu nosijo v procesiji z veliko čaščenja.
OPOMBA:
Večina tega besedila temelji na javni katoliški enciklopediji, ki morda zahteva posodobitev. 